# Герб Божиківців
Герб Божиківців — офіційний символ села Божиківці Деражнянського району Хмельницької області. Затверджений 12 лютого 2016 р. рішенням №7 сесії сільської ради. Автор - І. Д. Янушкевич.

## Опис
У лазуровому щиті червоний мурований портал фасадної частини будівлі з золотою облямівкою і перилами у першій і третій арках. У центральній арці стоїть Свята Параскева в золотих шатах, з православним хрестом у правій руці та срібним звитком у лівій руці, супроводжувана по сторонах двома срібними восьмипроменевими зірками. Над порталом золоте сяюче шістнадцятипроменеве сонце. Щит обрамований золотим декоративним картушем і увінчаний золотою сільською короною. Картуш знизу обрамлений зеленим дубовим листям з золотим жолудями й золотим калиновим листям із червоними ягодами. На срібній девізній стрічці лазуровий напис "БОЖИКІВЦІ", під ним на лазуровому щитку срібні літери "1431".

## Історія

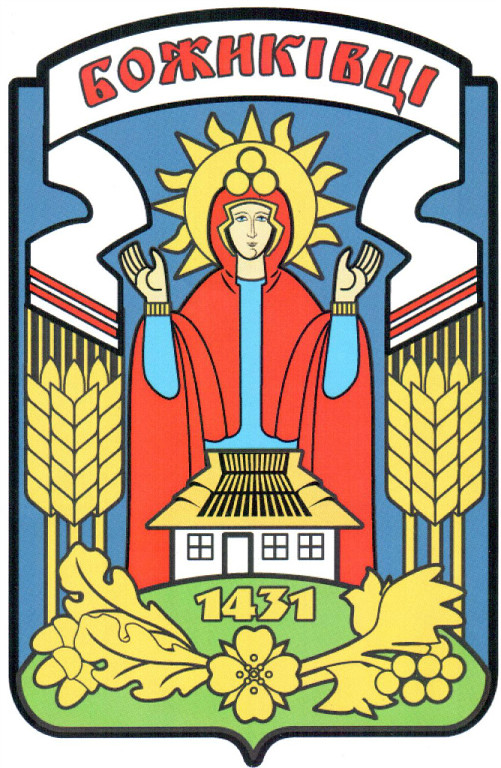
Герб 2013 р.

Попередній варіант герба був затверджений 12 серпня 2013 р. рішенням №5 сесії сільської ради. Автор - М. Мазур.
У лазуровому щиті з зеленої вигнутої бази повстає Божа Матір у червоних шатах із золотим німбом у вигляді сонця, супроводжувана по сторонах золотими снопами пшениці, на яких спирається срібний покров із написом "БОЖИКІВЦІ". З бази виходить срібна хата з золотим дахом, на базі золотий рослинний декор і літери "1431".